# Municipio de East Greenwich
El municipio de East Greenwich (en inglés: East Greenwich Township) es un municipio ubicado en el condado de Gloucester en el estado estadounidense de Nueva Jersey. En el año 2010 tenía una población de 9.555 habitantes y una densidad poblacional de 246,26 personas por km².

## Geografía
El municipio de East Greenwich se encuentra ubicado en las coordenadas 39°47′38″N 75°14′13″O / 39.79389, -75.23694.

## Demografía
Según la Oficina del Censo en 2000 los ingresos medios por hogar en el municipio eran de $65,701 y los ingresos medios por familia eran $74,455. Los hombres tenían unos ingresos medios de $51,662 frente a los $31,619 para las mujeres. La renta per cápita para la localidad era de $25,345. Alrededor del 3.9% de la población estaba por debajo del umbral de pobreza.